# Gymnelia sephala
Gymnelia sephala là một loài bướm đêm thuộc phân họ Arctiinae, họ Erebidae.